# Lodenwalke Ramsau am Dachstein

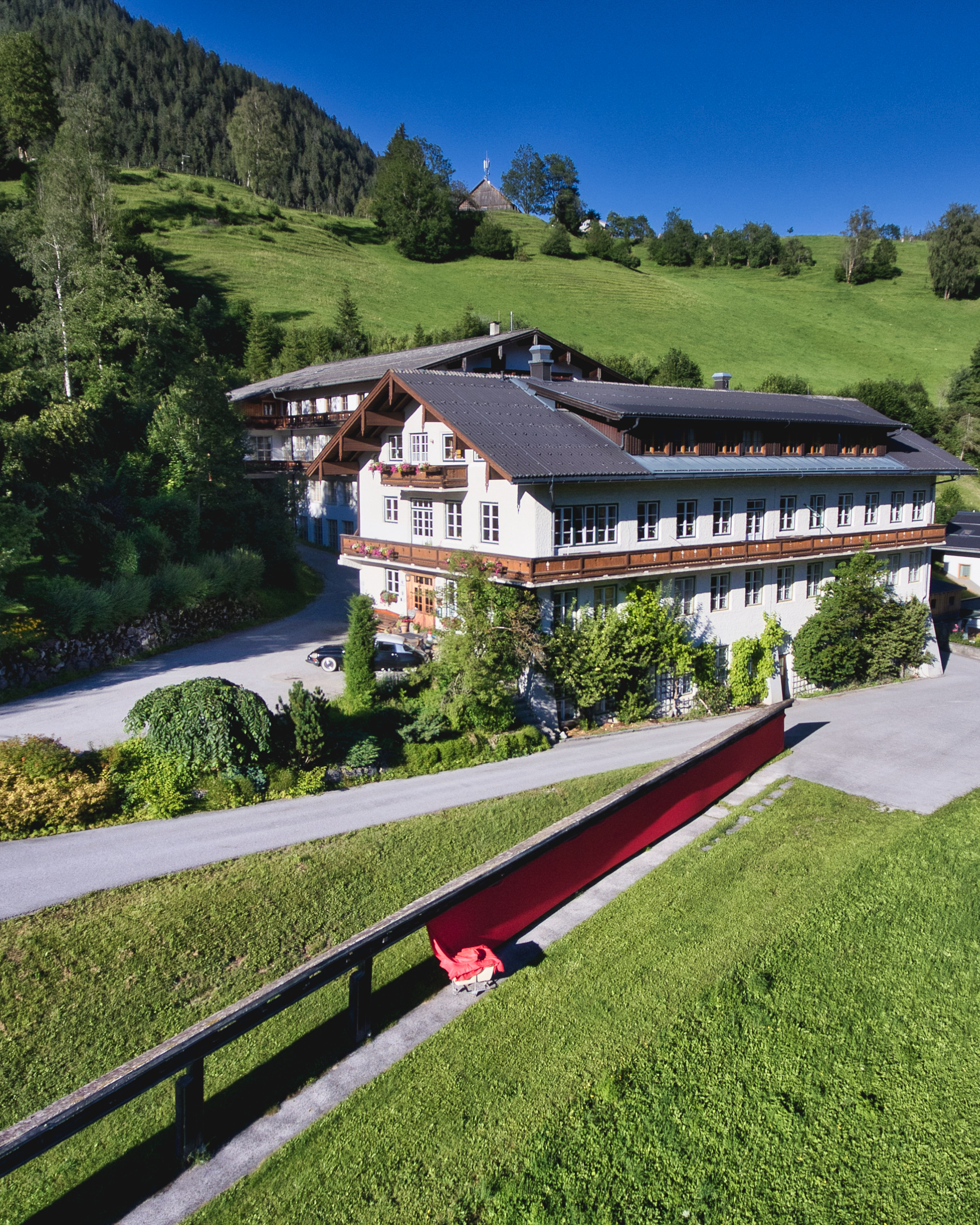
Unternehmens- und Produktionssitz

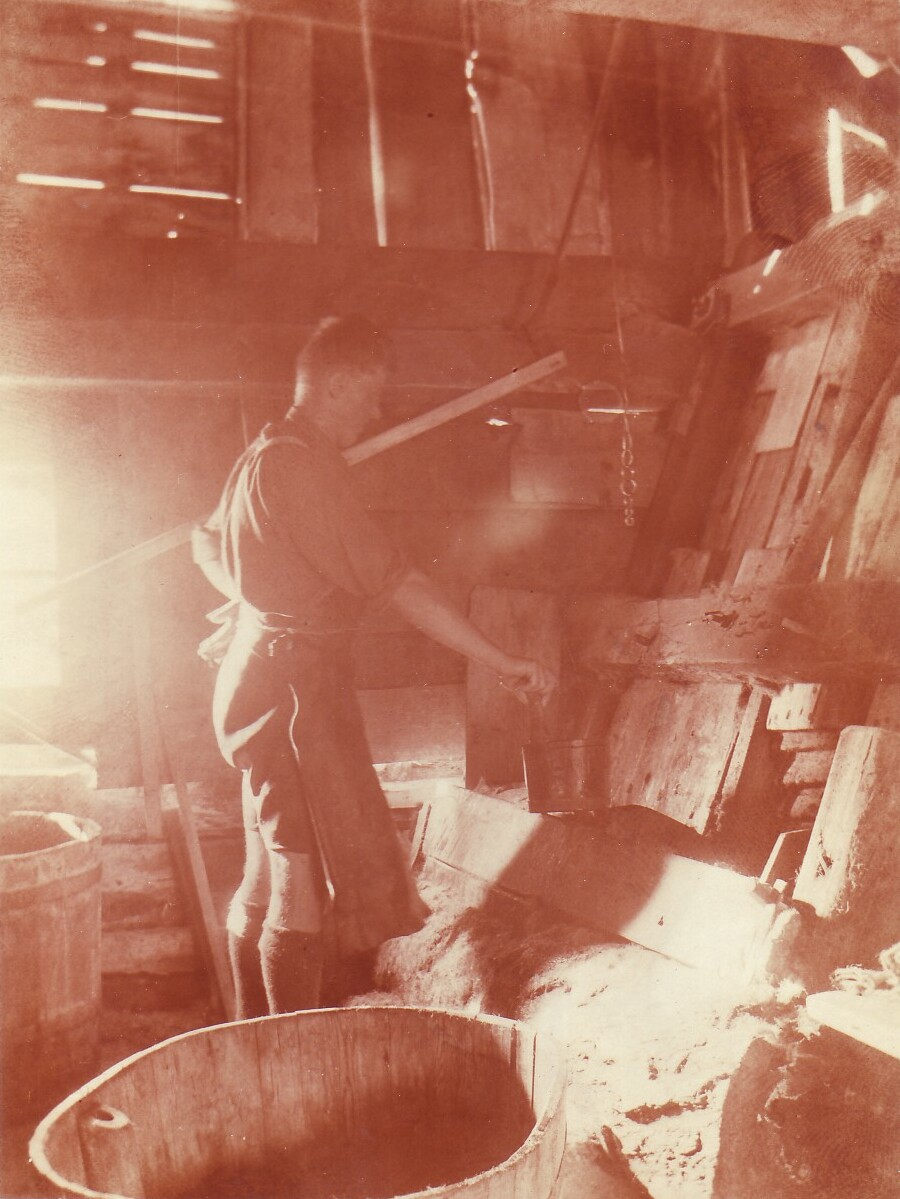
Lodenwalker Ramsau ca. 1840

Lodenwalke Ramsau am Dachstein ist ein österreichisches Unternehmen zur Produktion von Loden, Lodenbekleidung und Produkten aus reiner Schurwolle. Nach eigenen Angaben ist der Betrieb aus Ramsau am Dachstein der älteste Gewerbebetrieb der Steiermark.

## Unternehmensgeschichte
Erstmals urkundlich erwähnt wurde die Lodenwalke im Admonter Urbar von 1434, wo erwähnt wird, dass Stubich und Eberl dem Probst als Steuer 3 Ellen Ennstaler Tuch, das vorzüglichen Loden in der Gegend erzeugt wurde, zahlten. Seit dieser Zeit lassen sich Aufzeichnungen über die Walchstampf im Rössing verfolgen, darunter Kaufverträge und Steuerzahlungen.
Im Laufe der Jahrhunderte wurde die Ramsauer Lodenwalke mehrmals von Naturgewalten wie Hochwasser heimgesucht. So musste die Walchstampf zu Rössing laut einem Kaufbrief vom 24. April 1608 auf das andere Ufer des Wildbachs verlegt werden, da sie bereits dreimal von Hochwasser zerstört worden war.
Um das Jahr 1825 änderte sich die Arbeitsweise in der Lodenwalke mit der Einführung der ersten Krempelmaschine. Die Maschine wurde von Leoben ins Rössing gebracht und markierte einen Fortschritt in der Produktion. Die Lodenwalke entwickelte sich im Laufe der Jahrhunderte von einem reinen Lohnwalkbetrieb, der nur die Dienstleistung des Walkens anbot, zu einer vollstufigen Produktion und einem wichtigen Stofflieferanten für die Region.
Um das Jahr 1860 führte Johann Walcher die erste maschinelle Spinnerei in der Lodenwalke ein. Sein Sohn Zacharias Walcher importierte die ersten mechanischen Webstühle aus Deutschland und erfand das Walken der dicken Schafwollsocken. Die Lodenwalke wurde von Generation zu Generation weitergegeben, und nach dem Tod von Zacharias Walcher erbten die Kinder von Susanna Walcher und Johann Steiner das Unternehmen.
Im Jahr 1909 erreichten die Brüder Franz und Irg (Georg) Steiner einen Meilenstein im Alpinismus, als sie die Südwand des Dachsteins erstmalig durchstiegen. Diese Route wurde als „Himmelsleiter der Steiner Buam“ bekannt und ist heute als klassischer Steinerweg anerkannt.
Richard Steiner, der Sohn von Susanna und Johann Steiner, übernahm die Lodenwalke im Jahr 1930. Nach dem Hochwasser von 1938, bei dem die gesamte Anlage der Lodenwalke erneut zerstört wurde, wurde das neue Gebäude an einer sichereren Stelle über dem wilden Ramsaubach errichtet. Zusätzlich wurden zwei Staukraftwerke (Silberkar und Ramsaubach) errichtet, um das Unternehmen mit Strom aus Wasserkraft zu versorgen.
Im Laufe der Jahre wurde das Haupthaus der Lodenwalke mehrmals erweitert, um den Anforderungen von Produktion und Lagerung gerecht zu werden. Nach dem Tod von Kommerzialrat Richard Steiner übernahm sein Sohn Georg Zacharias Steiner das Unternehmen. Die Zirben Gaststube wurde umgebaut und erweitert.
Jörg Steiner, der älteste Sohn von Georg und Karin Steiner, übernahm das Unternehmen mit 25 Jahren. Unter dem neuen Label LWS – Loden Walker Steiner wurden ein modernes Design und neue Ideen eingeführt. Der Onlineshop wurde als erste Verkaufsstelle außerhalb von Ramsau am Dachstein eröffnet.

## Produktion
Die Lodenstoffe werden aus 100 % reiner Schurwolle hergestellt. Die Wasserkraft der beiden Staukraftwerke Silberkar und Ramsaubach versorgt die Lodenwalke mit 100%igem Öko-Strom. Die Produktion ist laut Unternehmensangaben zu 100 % Made in Austria.
Der Original Schladminger Perlloden, der sich durch sein unregelmäßiges Aussehen auszeichnet, hat sich als Volkstracht eingebürgert und ist heute weit über die Grenzen des Landes bekannt.

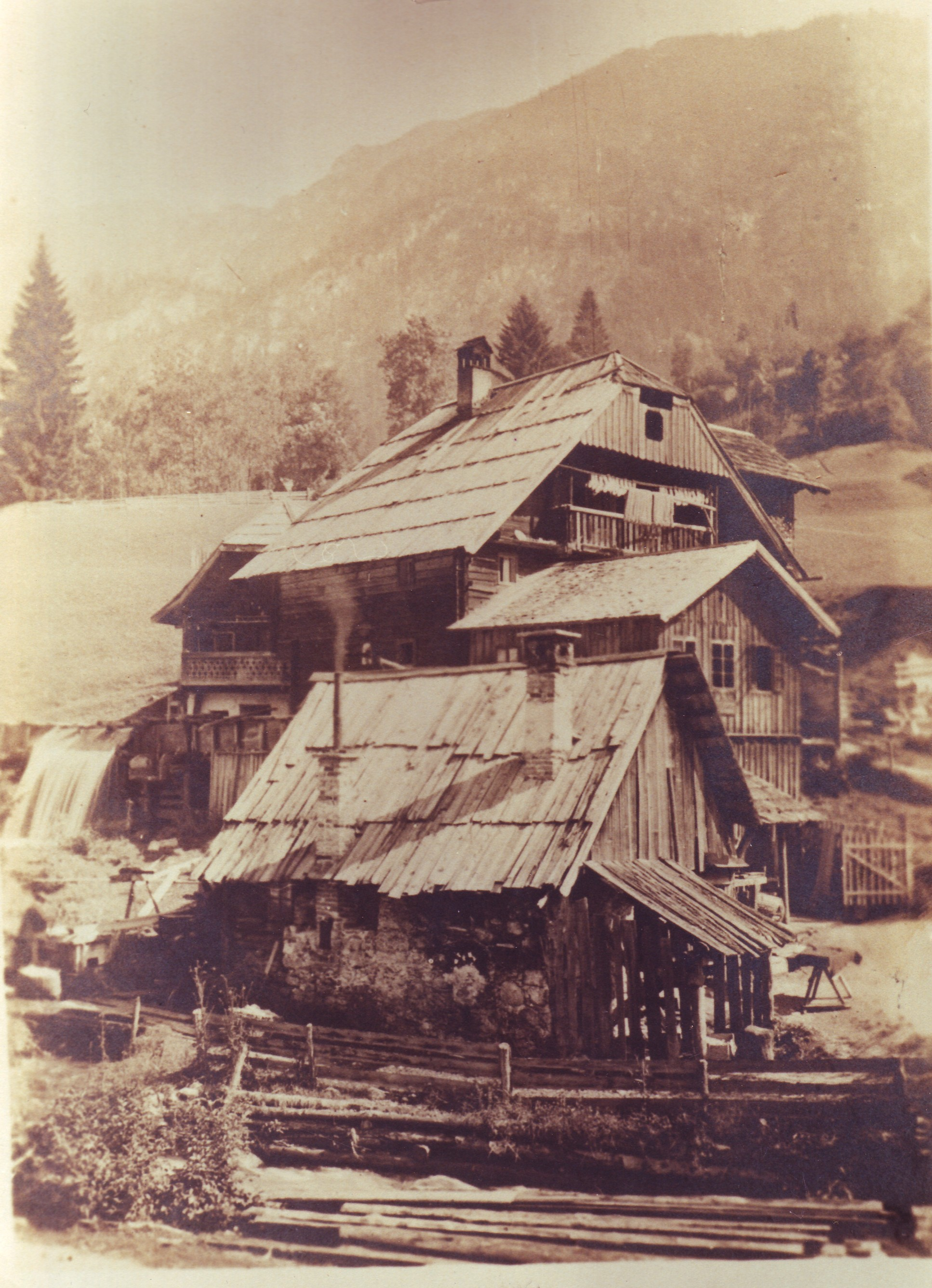
Alte Lodenwalke ca. 1840